# إم بي سي إف إم
إم‌ بي‌ سي إف‌ إم (بالإنجليزية: MBC FM)‏ هي محطة إذاعية تابعة لمجموعة مركز تلفزيون الشرق الأوسط، أطلقت في سنة 1994، وهي تبث الأغاني العربية على مدار الساعة، بالإضافة إلى البرامج الترفيهية. يقع مقرها الرئيسي في الرياض.

## التاريخ
في يونيو 2024م احتفلت إذاعة MBC FM بمرور ثلاثين عاماً على انطلاقها تحت شعار «30 ومكملين».

## البرامج
- صباحكم سعودي.
- حلو الكلام.
- حيّاكم.
- دَورينا.
- بعد المنتصف.[4]

## مقدمو البرامج
- ياسر الشمراني.
- أحمد الهاشم.
- سلطان الراشد.
- عبد العزيز الجوهر.
- حاتم البدراني.[4]

## وصلات خارجية
- الموقع الرسمي